# Sounder
Sounder (br: Lágrimas de Esperança; pt: Sounder) é um filme de drama estadunidense de 1972 dirigido por Martin Ritt. 
Recebeu quatro indicações ao Oscar, incluindo a de Melhor Filme.[carece de fontes?]

## Sinopse
Na década de 1930, Nathan Lee Morgan, um negro arrendatário do estado da Louisiana, é condenado à prisão por um crime irrisório.  Após alguns meses, seu filho é enviado para visitá-lo na cadeia, viagem na qual vive inúmeras aventuras.

## Elenco
- Cicely Tyson ... Rebecca Morgan
- Paul Winfield... Nathan Lee Morgan
- Kevin Hooks ... David Lee Morgan
- Carmen Mathews ...	Mrs. Boatwright
- Taj Mahal ... Ike
- James Best ... Sheriff Young
- Eric Hooks ... Earl Morgan
- Yvonne Jarrell ... Josie Mae Morgan
- Sylvia Kuumba Williams ... Harriet
- Teddy Airhart ... Mr. Perkins (como Ted Airhart)
- Richard Durham ... Perkins' Foreman
- Wendell Brumfield ... Deputy #1
- Al Bankston ... Deputy #2
- Myrl Sharkey ... Professor (como Merle Sharkey)
- Inez Durham ... Court Clerk

## Principais prêmios e indicações
Oscar 1973 (EUA)
- Indicado nas categorias de melhor filme[carece de fontes?], melhor ator (Paul Winfield)[carece de fontes?], melhor atriz (Cicely Tyson)[carece de fontes?] e melhor roteiro adaptado[carece de fontes?].